# Laboratório Daudt Oliveira
Laboratório Daudt é um tradicional laboratório farmacêutico brasileiro fundado no sul do país, atualmente com sede na cidade do Rio de Janeiro. A companhia, que foi o primeiro laboratório farmacêutico do Brasil, fundada em 1882, hoje é uma das principais indústrias farmacêuticas do país.
O laboratório foi pioneiro também na publicidade, insistindo na criação de anúncios criativos e na contratação de bons profissionais para essa finalidade.
O Daudt desenvolve e comercializa medicamentos tanto isentos de prescrição, conhecidos por OTC ou MIP, como de prescrição médica. Além de medicamentos, também comercializa cosméticos, correlatos e alimentos funcionais, voltados para a saúde.
Algumas aquisições foram realizadas ao longo dos anos, porém com a aquisição da Saniplan, empresa de cuidados com a pele e tratamentos de feridas, foi criado o Grupo Daudt, que controla o Daudt e a Saniplan, esta empresa se manteve independente como um braço farmacêutico focada em cuidados com a pele.

## Ampliações - M&A
O Laboratório Daudt adquiriu em 1980 o Laboratório Labratos, e assim ampliou sua linha de produtos.
Em 2005, adquiriu também o Laboratório Prima - uma tradicional empresa farmacêutica brasileira, fundada em 1932 – integrando assim novos produtos a sua linha de medicamentos.
Em 2010 realizou a aquisição da Saniplan, empresa especializada em tratamento de feridas, e líder de mercado, que se mantém um empresa independente focada nos cuidados com a pele.
Em 2012 adquiriu o produto Beserol da francesa Sanofi.